# Debbie Reynolds
Debbie Reynolds (født Mary Frances Reynolds; 1. april 1932 i El Paso, Texas, død 28. december 2016 i Los Angeles, Californien) var en amerikansk skuespiller og sangerinde.

## Karriere
Efter at have vundet en lokal skønhedskonkurrence i Californien blev hun kontaktet af filmstudiet Warner Bros., der tegnede kontrakt med Reynolds. Hun debuterede i en alder af 16 år som filmskuespiller i 1948 i filmen June Bride, hvor hun dog ikke blev krediteret for sin medvirken. For Warner Bros. medvirkede hun yderligere i The Daughter of Rosie O'Grady, men blev herefter tilbudt medvirken i Metro-Goldwyn-Mayers Three Little Words, hvor hun spillede overfor bl.a. Fred Astaire. MGM var begejstret for Reynolds og tilbød hende fast kontrakt. Reynolds blev herefter en af stjernerne i MGM's mange succesrige filmmusicals og komedier op gennem 1950'erne, hvor hun optrådte som både sanger og skuespiller. I den følgende film Two Weeks with Love fra 1950 sang hun duet med Carleton Carpenter i sangen Aba Daba Honeymoon, der året efter blev nr. 3 på de amerikanske hitlister. I 1952 spillede hun rollen som Kathy Selden i filmklassikeren Singin' in the Rain, hvor hun i en alder af 20 år opnåede sit helt store gennembrud som skuespiller. I 1957 opnåede hun en guldplade for sangen Tammy fra filmen Tammy and the Bachelor og var det samme år den mest sælgende kvindelige solist. 
Udover medvirken i film og pladeudgivelser optrådte Debbie Reynolds i 1960'erne ofte i shows i Las Vegas og i diverse tv-shows. Hun skrev i 1960 kontrakt med ABC om produktion af tv-showet A date with Debbie og modtog et dengang ganske uhørt beløb på 1 million $ for sin medvirken. Hun medvirkede endvidere som skuespiller i en række teaterstykker og musicals på Broadway i New York. Reynolds holdt sig aktiv som skuespiller efter storhedstiden i 50'erne og 60'erne og medvirkede herudover i en række tv-serier mv. Debbie Reynolds turnerede med optrædener og foredrag indtil sin død i 2016. 
Debbie Reynolds havde en stor samling af diverse Hollywood-genstande, og disse udstilles på Debbie Reynolds' Hollywood Motion Picture Museum i Belle Island Village i Tennessee, USA. Museet indeholder over 3.500 kjoler og kostymer fra Hollywoodfilm og flere tusinde andre genstande med tilknytning til Hollywood og filmindustrien.

## Priser
Debbie Reynolds er gennem sin karriere blevet nomineret til et betydeligt antal priser, herunder en Oscar for bedste kvindelige hovedrolle i filmen The unsinkable Molly Brown i 1965 og en Tony Award i 1973 for sin hovedrolle i musicalen Irene. På trods af de mange nomineringer er Reynolds dog sjældent blevet tildelt de store priser. Hun vandt i 2002 prisen "Life Achievement Award" ved Savannah Film and Video Awards.

## Privatliv
Debbie Reynolds blev i 1955 gift med sangeren og entertaineren Eddie Fisher med hvem hun fik datteren Carrie Fisher. Parret blev skilt allerede i 1959 under stor mediebevågenhed, da Eddie Fisher forlod Reynolds til fordel for Elizabeth Taylor, der imidlertid kort efter skiftede Fischer ud med Richard Burton. Debbie Reynolds blev i 1960 gift med den da velhavende forretningsmand Harry Karl, men blev skilt igen i 1973 efter en række økonomiske problemer. Reynolds giftede sig i 1984 igen med en forretningsmand, Richard Hamlett, med hvem hun købte et mindre hotel og casino i Las Vegas. Investeringen var dog en økonomisk fiasko, og efter at være blevet skilt fra Hamlett i 1996 gik Reynolds personlig konkurs i 1997. 
Hun døde den 28. december 2016, dagen efter at hendes datter døde.

## Film
- June Bride (1948)
- The Daughter of Rosie O'Grady (1950)
- Tre små ord (Three Little Words, 1950)
- Lykkelige ungdom (Two Weeks with Love, 1950)
- Kongelig kærlighed (Mr. Imperium, 1951)
- Singin' in the Rain (1952)
- Piger ohøj! (Skirts Ahoy!, 1952)
- Jeg er forelsket (I Love Melvin, 1953)
- The Affairs of Dobie Gillis (1953)
- Tre piger ta'r chancen (Give a Girl a Break, 1954)
- Susan sov her (Susan Slept Here, 1954)
- Athena (1954)
- Sømænd ser på show (Hit the Deck, 1955)
- Ungkarl i fælden (The Tender Trap, 1955)
- Mød mig i Las Vegas (Meet Me in Las Vegas, 1956)
- The Catered Affair (1956)
- Polly's Baby (Bundle of Joy, 1956)
- Tammy – bare 18 år (Tammy and the Bachelor, 1957)
- Den kærlighed, den kærlighed (This Happy Feeling, 1958)
- Parringsleg (The Mating Game, 1959)
- Say One for Me (1959)
- Det begyndte med et kys (It Started with a Kiss, 1959)
- Lysthuset (The Gazebo, 1959)
- Heksekedlen (The Rat Race, 1960)
- Pepe (1960)
- The Pleasure of His Company (1961)
- Præriens bedste pige (The Second Time Around, 1961)
- Vi vandt vesten (How the West Was Won, 1962)
- Ægteskabsskolen (Mary, Mary, 1963)
- My Six Loves (1963)
- Den synkefri Molly Brown (The Unsinkable Molly Brown, 1964)
- Goodbye Charlie (1964)
- Den syngende nonne (The Singing Nun, 1966)
- Skilsmisse på amerikansk (Divorce American Style, 1967)
- How Sweet It Is! (1968)
- What's the Matter with Helen? (1971)
- Charlottes tryllespin (Charlotte's Web, 1973) (stemme)
- Busby Berkeley (1974) (dokumentar)
- That's Entertainment! (1974)
- Kiki, den lille heks (Kiki's Delivery Service, 1989) (stemme)
- The Bodyguard (1992)
- Jack L. Warner: The Last Mogul (1993) (dokumentar)
- Himmel og jord (Heaven & Earth, 1993)
- That's Entertainment! III (1994)
- Mother (1996)
- Wedding Bell Blues (1996)
- In & Out (1997)
- Fear and Loathing in Las Vegas (1998)
- Zack and Reba (1998)
- Rudolph the Red-Nosed Reindeer: The Movie (1998) (stemme)
- Keepers of the Frame (1999) (dokumentar)
- Rugrats in Paris: The Movie (2000) (stemme)
- Cinerama Adventure (2002) (dokumentar)
- Connie and Carla (2004)
- Halloweentown High (tv-film, 2004)
- Return to Halloweentown (tv-film, 2006)
- Mr. Warmth: The Don Rickles Project (2007) (dokumentar)
- The Jill & Tony Curtis Story (2008) (dokumentar)
- Blaze of Glory (2008) (stemme)
- The Brothers Warner (2008) (dokumentar)
- Fay Wray: A Life (2008) (dokumentar)
- Broadway: Beyond the Golden Age (2009) (dokumentar)